# Éjjeli baglyok
Az Éjjeli baglyok (Nighthawks) Edward Hopper festménye, mely az amerikai festőművészet egyik legismertebb alkotása.

## A festmény
A festményen egy belvárosi utcasarkon álló éttermet láthatunk. Késő este van, az étteremben négyen vannak, a pincér és három vendége, akik a pultnál ülnek. „Az Éjjeli baglyok a bizonyság rá, miként gondolkodom az éjszakai utcáról, mely szerintem nem feltétlenül kihalt. (...) Alighanem – tudat alatt – a nagyvárosi magányt festettem meg.” – mondta Hopper a festményről.
Hopper 1941 decemberében Japán Pearl Harbor elleni támadása és az USA hadba lépése után nem sokkal fogott hozzá az Éjjeli baglyok megfestéséhez. A festményt Hopper elmondása szerint egy New York-i lakásához közeli étteremről mintázta, mely a Greenwich sugárút sarkán állt nem messze a Washington Square Parktól. Az étterem nevét és címét Hopper nem árulta el. Festményével arra törekedett, hogy egy hamisítatlan amerikai étterem látványát adja vissza, ne pedig egy konkrét helyre emlékeztessen. „Jócskán leegyszerűsítettem a jelenetet, s megnöveltem az étterem méretét.” – emlékezett vissza. Ennek ellenére az ihletadó étterem, melyről az Éjjeli baglyokat mintázta, neve és címe a mai napig kutatások és spekulációk tárgya. A két férfivendég megfestéséhez maga Hopper állt modellt egy tükör előtt, a vörös ruhás hölgyet pedig feleségéről mintázta.
Felesége 1942 januárjában Hopper testvérének Marionnak írt levelében számolt be az Éjjeli baglyokról: „Ed mostanában készült el egy nagyon szép képpel – egy étterem éjszaka, három alakkal. Éjjeli baglyok lehetne a címe. Mintegy másfél hónapon át dolgozott rajta.” Josephine javasolta is férjének, hogy az Éjjeli baglyok címet adja a képnek.
A művet, elkészülte után nem sokkal Frank K. M. Rehn galériájában állíttatta ki. Hopper és felesége 1942 márciusában a Modern Művészetek Múzeumában Henri Rousseau kiállításának megnyitóján vett részt. Itt találkozott Alfred Barral a múzeum igazgatójával, aki lelkendezve beszélt Hopper Benzin (1940) című festményéről. Hopper felesége említette Barrnak az Éjjeli baglyokat, melyet feltétlenül meg kellene néznie. Barr ellátogatott Rehn galériájába, ahol lenyűgözte Hopper új alkotása. Úgy döntött, hogy segít a festmény értékesítésében: közbenjárására az Éjjeli baglyokat az Art Institute of Chicago vásárolta meg 3 000 dollárért, ahol ma is látható.

## Megjelenése a kultúrában
Hopper festménye számos művészt és alkotót megihletett. Roger Brown Puerto Rican Wedding (1969) című festményén egy sarki étterem látható, melynek pultjánál ülnek sorban a vendégek. Ralph Goings több, autós büféket és éttermeket bemutató fotórealista műve is az Éjjeli baglyokat idézi, Richard Estes People's Flowers (1971) című festményén egy utcasarkon álló virágos üzlet látható, melynek ablakán az utca tükröződik vissza. Gottfried Helnwein Boulevard of Broken Dreams (1984) címmel készítette el Hopper művének saját változatát, ahol az étterem névtelen vendégeit hollywoodi színészlegendákra cserélte ki: Humphrey Bogart, Marilyn Monroe és James Dean foglalt helyet Elvis Presley pultjánál. Mark Kostabi Greenwich Avenue (1986) című festményének arctalan szereplőit vörös fények világítják meg. Banksy 2005-ben készített Are You Using That Chair címet viselő interpretációján az étterem ablakát egy brit zászló mintás alsónadrágot viselő huligán törte be egy székkel.
Dario Argento a Gonoszság áldozataiban (1975), Ken Adams a Filléresőben (1981), Wim Wenders pedig Az erőszak vége (1997) című filmjének egyik jelenetében alkotta újra Hopper festményét. A Glengarry Glen Ross (1992) szereplői egy egy olyan kávézóba ülnek be, mely az Éjjeli baglyok hangulatát idézi. Ridley Scott a Szárnyas fejvadász (1982) című filmjének forgatásán a festmény reprodukciójával illusztrálta, hogy milyen látványt és hangulatot szeretne megalkotni.
A Shameless – Szégyentelenek című sorozat 11 évadának 10. részében Frank ellopja a festményt a múzeumból, úgy, hogy másnap nem emlékszik rá.